# Mosteiro de Hodegon
O Mosteiro de Hodegon (em grego: μοναστήρι Οδηγών; romaniz.: monastí̱ri Hodegon; lit. "mosteiro dos guias, condutores"; também referido como Mosteiro de Panágia Hodegétria, lit. "Ela que mostra o caminho") foi um mosteiro em Constantinopla situado a leste de Santa Sofia próximo às muralhas do mar. Atualmente são visíveis apenas algumas ruínas próximas do parque Gülhane.
Adquiriu seu nome aparentemente dos monges que conduziam peregrinos cegos para uma fonte miraculosa situada ao lado da igreja do mosteiro que era capaz de restaurar a visão. Alegadamente o mosteiro foi fundado no século V por Santa Élia Pulquéria (399-453), uma filha do imperador Arcádio (r. 395–408), para abrigar relíquias sagradas, que mais tarde incluiu o Ícone da Hodegetria, que se acreditava ter sido pintado por São Lucas. Posteriormente, todas as terças, o ícone era removido da igreja e levado em procissão pelas ruas da capital, acompanhado por multidões que esperavam por curas miraculosas.
O complexo do mosteiro foi reconstruído no século IX, possivelmente pelo imperador Miguel III, o Ébrio (r. 842–867), e novamente no século XII. No período Paleólogo um escritório (scriptorium) foi instalado ali e especializado na produção de manuscritos litúrgicos luxuosos; dentre seus escribas estavam Chariton (fl.  1319–46) e Josafá (fl.  1360–1405/1406). Os imperadores paleólogos tiveram laços estreitos com o mosteiro e visitaram-o frequentemente: Andrônico III Paleólogo (r. 1328–1341) morreu no mosteiro. Durante o final do século XIII e começo do século XIV o mosteiro foi cedido ao patriarcado de Antioquia como metóquio e serviu como residência dos monges sírios em visita à Constantinopla.